# Голошапка обвуглена
Голошапка обвуглена (Gymnomitrion adustum) — вид печіночників порядку юнгерманіальних (Jungermanniales).

## Поширення
Батьківщиною є Європа, Макаронезія Азія, Північна Америка.